# Ворбюрг
Ворбюрґ (нід. Voorburg) — голландське місто та колишній муніципалітет у західній частині провінції Південна Голландія у Нідерландах. Разом з Лейдсендамом і Стомпвейком він складає муніципалітет Лейдсендам-Ворбюрґ. Населення складає близько 39 000 чоловік. Він вважається найстарішим містом Нідерландів і відсвяткував свій 2000-й рік існування в 1988 році.
У 2002 році міста Лейдсендам та Ворбюрґ були об'єднані у новий муніципалітет під назвою «Лейдсендам-Ворбурґ». Через розташування поруч із містом Гаага, його часто розглядають, як одне з його передмість.
1. ↑  Woonplaatsen in Nederland 2021
2. ↑  https://www.cbs.nl/nl-nl/maatwerk/2024/11/kerncijfers-wijken-en-buurten-2023